# 中國信託金融園區
中國信託金融園區（英語：CTBC Financial Park）是由宗邁建築師事務所和美國NBBJ建築事務所建造的由三棟大樓組成的一座商辦園區，位於臺灣臺北市南港區經貿二路168號，南港、汐止交界之南港經貿園區，緊鄰南港軟體園區、台北南港展覽館1館、2館。
2010年6月開工，2014年12月完工，基地面積30,692平方公尺，建築面積15,829平方公尺，總樓地板面積266,290平方公尺。分為A、B、C三棟，A棟樓高30層，高137.5公尺；B棟20層，高99.4公尺；C棟14層，高66.7公尺。2014年底，中國信託金融控股總部遷入。

## 建築設計

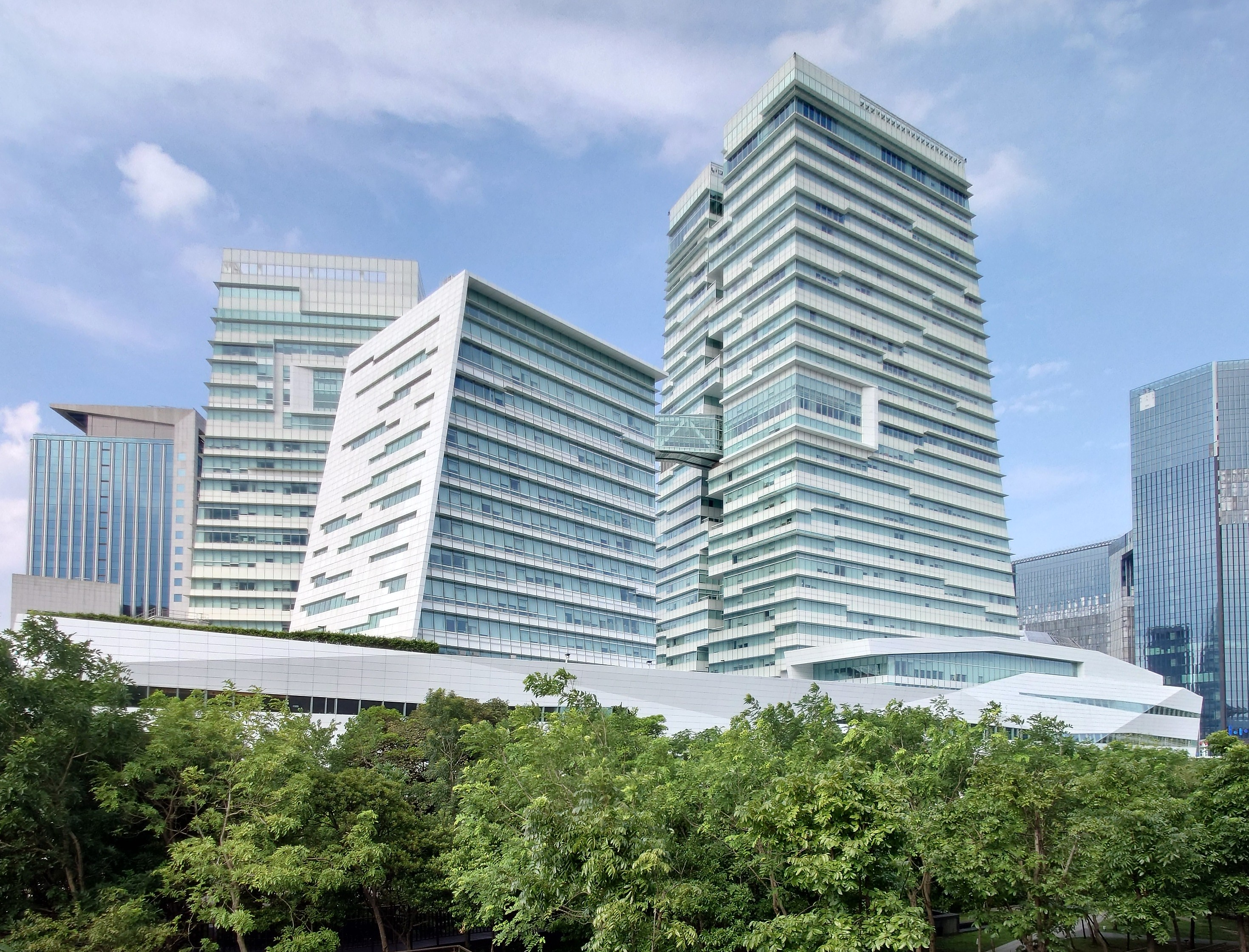
中國信託金融園區

中國信託金融園區以中國傳統建築四合院的概念應用於現代高層建築之上，創造出融合傳統與現代的「中信之家」，並以似「山」字形狀表現三棟以空橋聯通的建築物。
為節能節電，總部A棟頂樓裝置695平方公尺太陽能板作為公共空間照明。辦公空間全面採用LED燈，照明及空調可分小區域開關，並規劃電子式安定器以節省電力支出，電梯電力中斷採用緊急電源自動切換運轉功能。建築物內的用水設施、園區四周圍的噴水池及灑水設備，都全面採用雨水回收設備、循環再利用系統及省水設備裝置。為因應極端氣候，總部地下層設有儲水量2,000噸的滯洪池，大雨來時將有效避免淹水。

## 設施

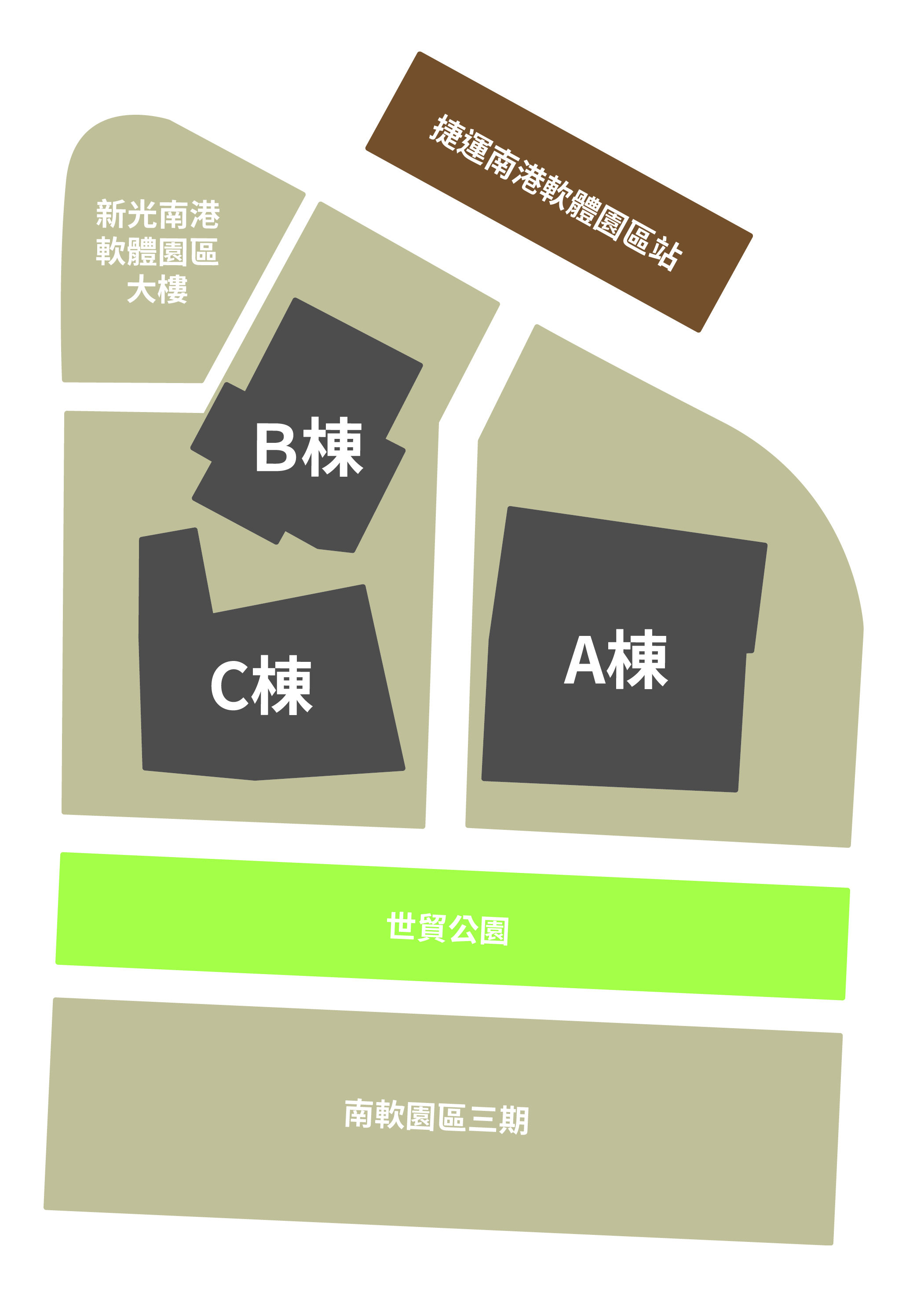
中國信託金融園區平面圖

園區設有商場，樓高4層。大樓間設有裙樓連結，租戶以多間餐廳和生活用品為主。其中3樓設美食廣場和雅悅會館，4樓為TRUE YOGA FITNESS健身中心。而園區A棟1樓設文薈館，設多個媒體互動裝置及遊戲，讓參觀人士了解臺灣金融產業歷史。

## 照片集

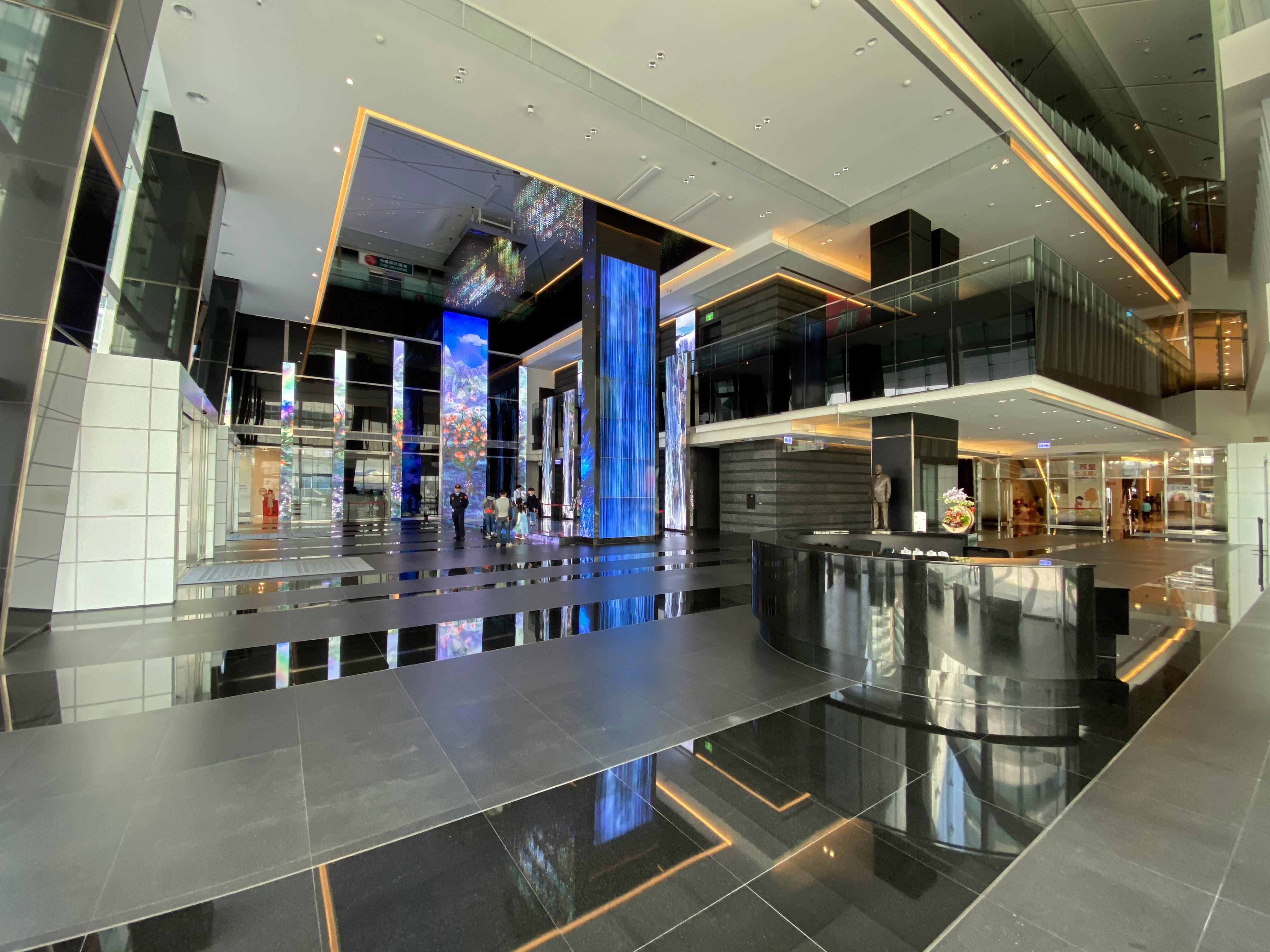
A座迎賓大廳設日本藝術團隊Team Lab及臺灣橙果設計公司攜手的作品《生聲不息》
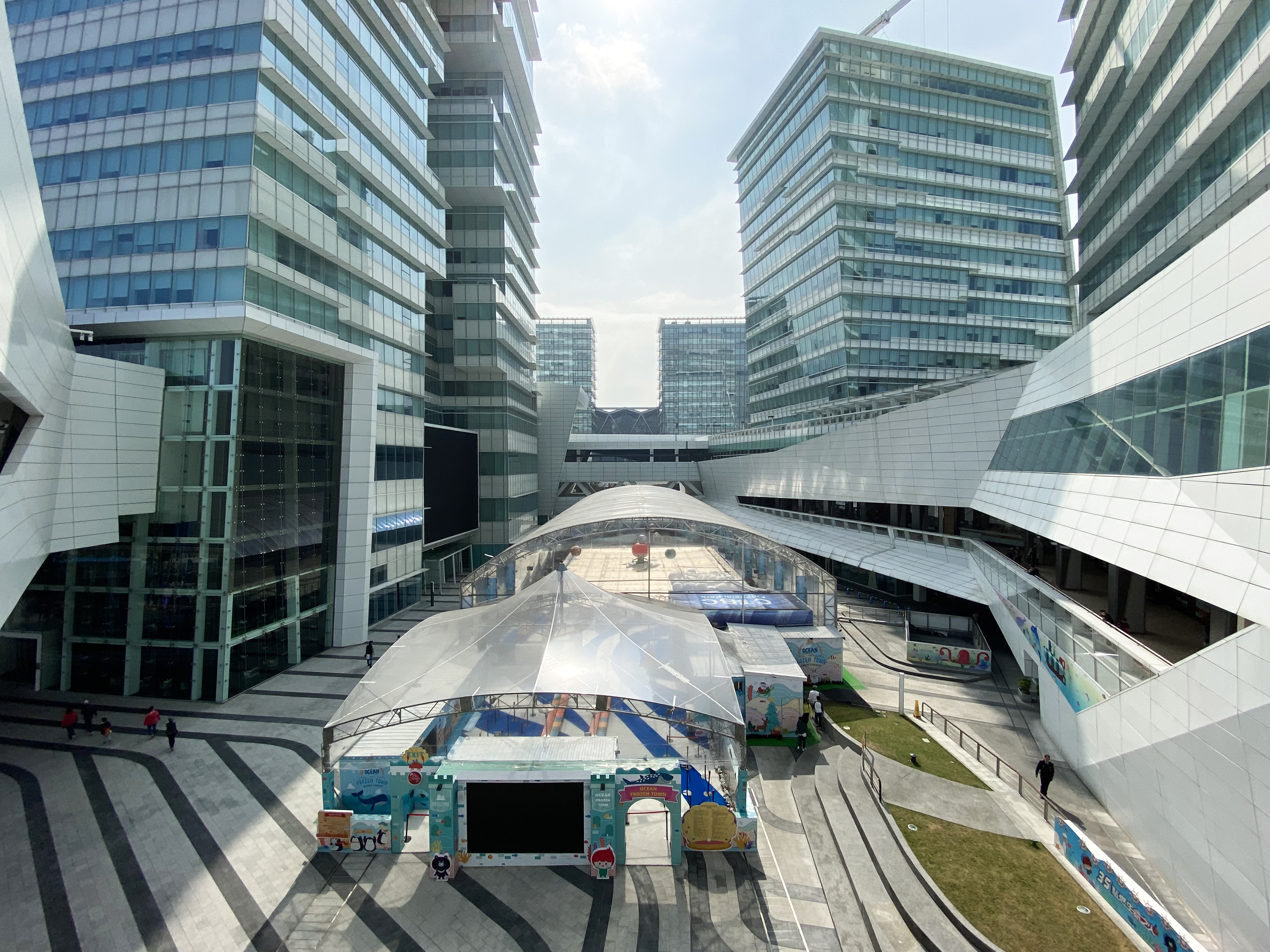
公共空間
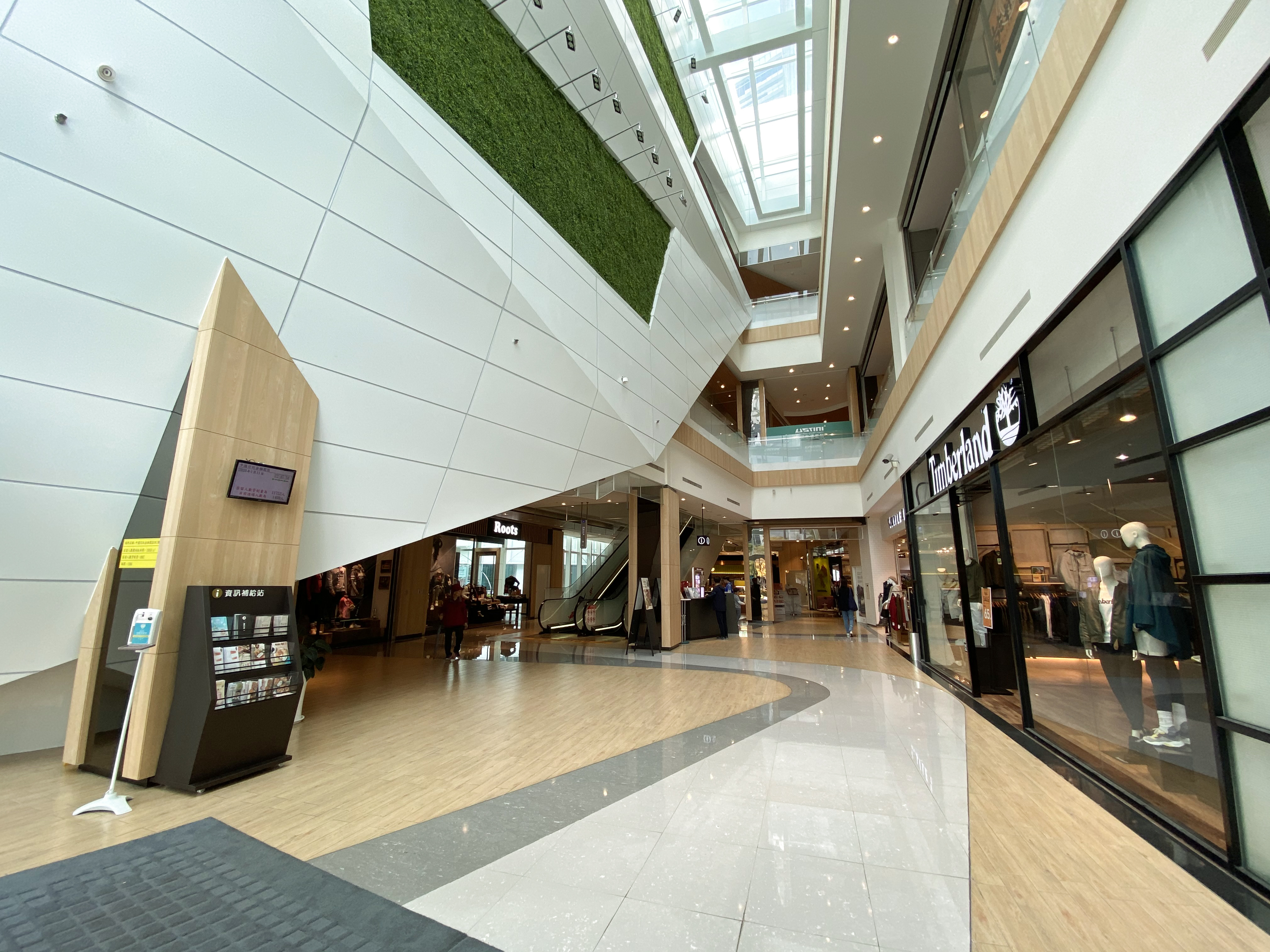
C棟商場
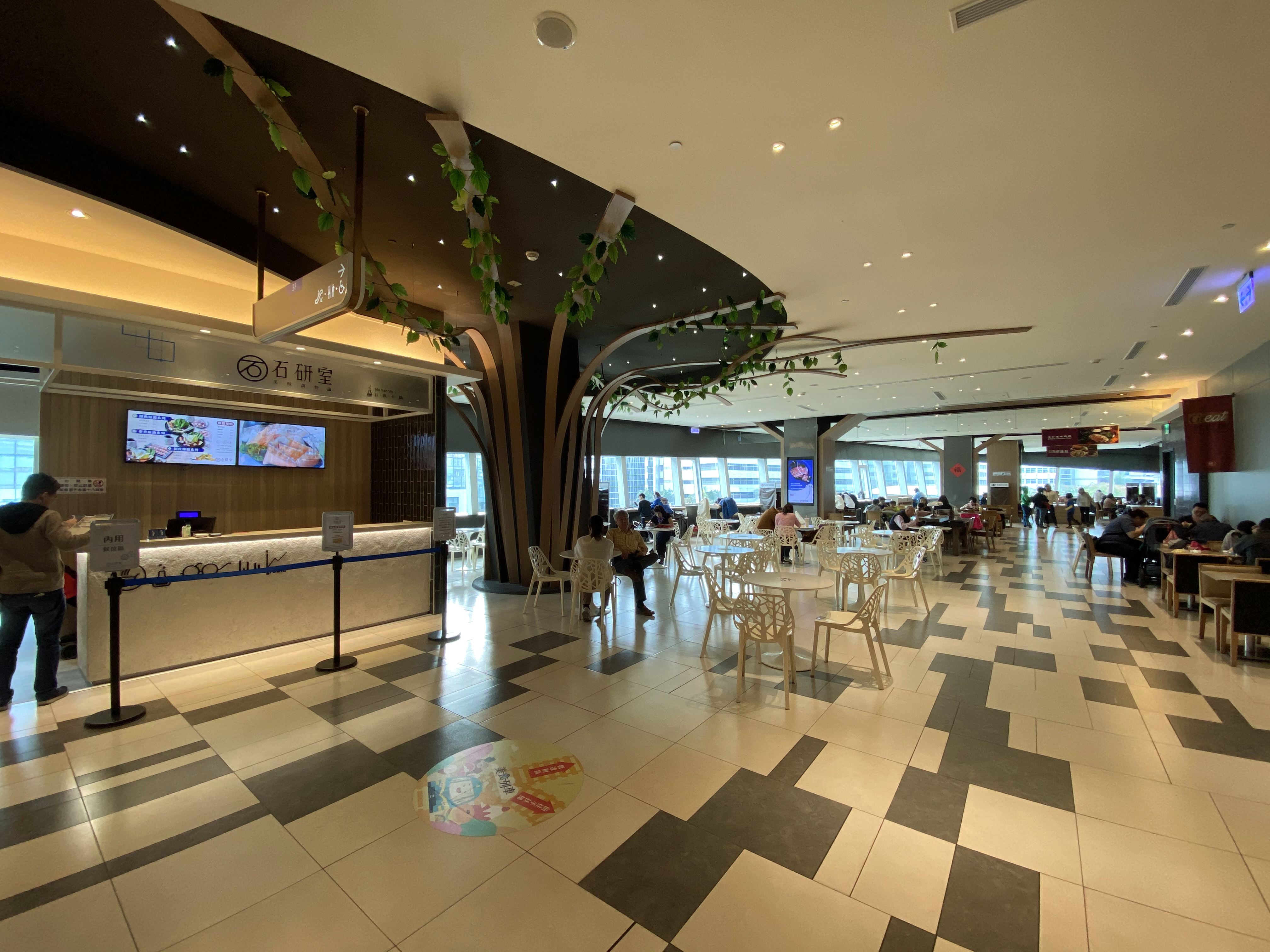
3樓美食廣場
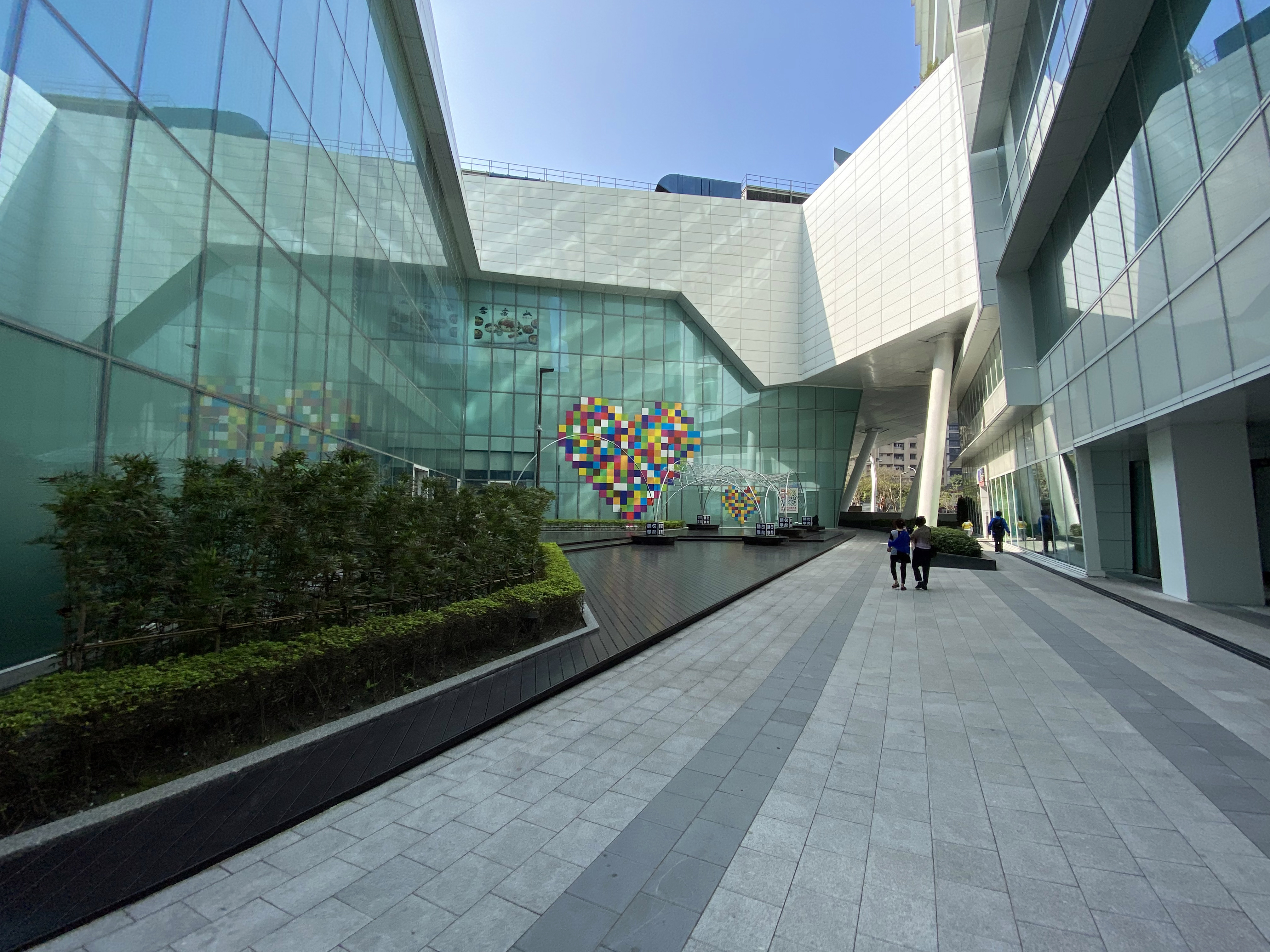
戶外庭院
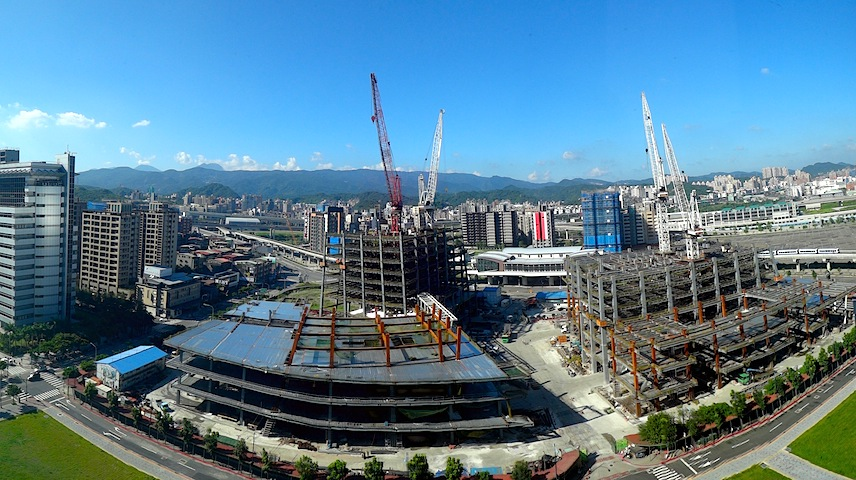
2011年施工情形

## 外部連結
- 臺北市商業處-商圈介紹-中國信託金融園區（页面存档备份，存于）
- 中國信託金融園區 （页面存档备份，存于）
- 中國信託金融園區的Facebook專頁
- 中國信託金融園區的Instagram帳戶